# Jaime Allende
Jaime Allende Maíz, nacido el 27 de julio de 1924 en Bilbao, País Vasco y fallecido el 19 de octubre de 2003 fue un jugador de hockey sobre hierba español.
Tomó parte en los Juegos Olímpicos de Londres 1948 con la Selección de hockey sobre hierba de España. Jugó los tres partidos de la fase previa en la que España resultó derrotada.
Era un deportista del Real Club Jolaseta,